# بازبی برکلی
بازبی برکلی (انگلیسی: Busby Berkeley؛ ۲۹ نوامبر ۱۸۹۵ – ۱۴ مارس ۱۹۷۶) یک کارگردان، طراح رقص اهل ایالات متحده آمریکا بود. وی بین سال‌های ۱۹۰۱ تا ۱۹۷۱ میلادی فعالیت می‌کرد.

## گزیدهٔ فیلم‌شناسی

### کارگردان
- آنی تفنگت را می‌گیرد (۱۹۵۰)
- تا زمانی که ابرها کنار بروند (۱۹۴۶)
- بی‌تجربه‌ها (۱۹۳۹)
- جادوگر شهر از (۱۹۳۹) (کارگردانی صحنهٔ رقصِ «اگه مُخ تو کله‌ام بود» که از فیلم حذف شد)
- جویندگان طلا در سال ۱۹۳۵ (۱۹۳۵)

### طراح رقص
- جشن فوتلایت (۱۹۳۳)
- خیابان ۴۲ (۱۹۳۳)